# Taphaeus californicus
Taphaeus californicus är en stekelart som först beskrevs av Sievert Allen Rohwer 1917.  Taphaeus californicus ingår i släktet Taphaeus och familjen bracksteklar. Inga underarter finns listade i Catalogue of Life.